# Trujillo (kommun i Honduras, Departamento de Colón, lat 15,88, long -85,83)
Trujillo är en kommun i Honduras.   Den ligger i departementet Departamento de Colón, i den nordöstra delen av landet, 250 km nordost om huvudstaden Tegucigalpa. Antalet invånare är 43 454.